# Hot Frosty - Una magia di Natale
Hot Frosty - Una magia di Natale (Hot Frosty) è un film del 2024 diretto da Jerry Ciccoritti.

## Trama
Kathy Barrett è la proprietaria di Kathy's Kafé a Hope Springs, una piccola città di New York dove ogni Natale si svolge l’annuale competizione di sculture di neve. Rimasta vedova due anni prima, Kathy si dedica al suo lavoro, ma la sua vita è segnata dalla solitudine e dai problemi quotidiani, come il riscaldamento rotto e un tetto che perde. Un giorno, i suoi amici Mel e Theo, proprietari di un negozio di abbigliamento, le regalano una sciarpa rossa e la incoraggiano a trovare di nuovo la felicità. Colpita da una scultura di neve particolarmente elaborata, Kathy decide di mettere la sciarpa sulla statua e scatta una foto. Quella notte, il "pupazzo di neve" prende vita, trasformandosi in un uomo (Dustin Milligan). Dopo aver rotto accidentalmente una vetrina per procurarsi dei vestiti, il misterioso uomo viene notato da Kathy il mattino seguente. Confusa dalla sua storia e dalla mancanza di ricordi, Kathy decide di prendersi cura di lui, dandogli il nome "Jack" dal cartellino trovato sui suoi abiti. Anche se i cittadini, compreso lo sceriffo Nate Hunter, inizialmente lo considerano sospetto, Jack conquista rapidamente la fiducia di tutti grazie alla sua gentilezza e al desiderio di aiutare la comunità.
Mentre Jack si adatta alla vita umana, imparando a cucinare e a lavorare come tuttofare nella scuola locale, lui e Kathy si avvicinano sempre di più. Tuttavia, il mistero della sua natura diventa evidente quando il medico del paese scopre che la sua temperatura corporea è sotto zero. Le cose precipitano quando lo sceriffo arresta Jack la vigilia di Natale, accusandolo del furto nel negozio di Mel. La comunità, unita dallo spirito natalizio, raccoglie fondi per pagare la cauzione, impressionando Nate che decide di liberarlo. Kathy, credendo di aver perso Jack per sempre, lo bacia mentre indossa ancora la sciarpa rossa. Il gesto lo trasforma in un essere umano reale, e i due finalmente si dichiarano il loro amore. Alla fine, Kathy e Jack iniziano una nuova vita insieme, pronti ad affrontare il futuro con speranza e gioia, partendo per una vacanza alle Hawaii come primo capitolo della loro nuova storia.

## Distribuzione
Il film è stato distribuito sulla piattaforma Netflix dal 13 novembre 2024.